# Nestivalius pomerantzi
Nestivalius pomerantzi är en loppart som först beskrevs av Hamilton Paul Traub 1951.  Nestivalius pomerantzi ingår i släktet Nestivalius och familjen Stivaliidae. Inga underarter finns listade i Catalogue of Life.